# David Jansson
David Jansson, född 7 september 1821 i Gustavs, död där 12 juni 1883, var finländsk köpman och redare i Gustavs.
David Jansson är en av personerna i I salen på Alastalo av Volter Kilpi och far till sex barn, bland annat Antti Wihuri.